# Nowhere Else to Roam Tour
Nowhere Else to Roam Tour è il sesto tour del gruppo musicale statunitense Metallica che si è svolto nel 1993 con 77 spettacoli, in supporto al quinto album Metallica.
Tra il 25 febbraio e il 2 marzo la band suonò cinque spettacoli a Città del Messico. Tutti questi spettacoli vennero registrati dal vivo e dopo alcuni mesi, la band con questo materiale pubblicò il primo album dal vivo: Live Shit: Binge & Purge.

## Scaletta
1. Creeping Death
2. Harvester of Sorrow
3. Welcome Home (Sanitarium)
4. Sad but True
5. Of Wolf and Man
6. The Unforgiven
7. Justice Medley
  1. Eye of the Beholder
  2. Blackened
  3. The Frayed Ends of Sanity
  4. ...And Justice for All
8. For Whom the Bell Tolls
9. Fade to Black
10. Master of Puppets
11. Seek & Destroy
12. Nothing Else Matters
13. Wherever I May Roam
14. Am I Evil? (cover dei Diamond Head)
15. Last Caress (cover dei Misfits)
16. Battery
17. One
18. Enter Sandman